# 1968年枪支管制法
1968年枪支管制法是1968年通過的一項规范枪支行業的美国联邦法律。1968年10月22日，美國总统林登·约翰逊簽署該法律，並且立即生效，而此前通過的1938年联邦枪支法因此失效。